# 越美北線
越美北線（えつみほくせん）は、福井県福井市の越前花堂駅から同県大野市の九頭竜湖駅に至る西日本旅客鉄道（JR西日本）の鉄道路線（地方交通線）である。「九頭竜線」（くずりゅうせん）の愛称が付けられており、旅客案内上はこの愛称が用いられている。

## 概要
越美北線は、旧越前国にある福井駅と旧美濃国である岐阜県の美濃太田駅の間を、岐阜県郡上市白鳥町石徹白（旧福井県大野郡石徹白村）を経由して結ぶ鉄道として計画された越美線の一部として建設された。福井県側はJRの路線として残っているが、岐阜県側は長良川鉄道越美南線となった。両県を結ぶ計画は果たせず越美線としては未成線となった。現在は福井市と大野市間の都市間輸送や九頭竜湖方面への行楽路線となっている。
日本国有鉄道（国鉄）時代は、国鉄バスが大野市の大野三番から越美南線の美濃白鳥駅間で先行路線として大野線を運行し（ただし石徹白は経由せず国道158号経由）、国鉄分割民営化後はジェイアール東海バスが九頭竜湖駅から先を引き継ぎ美濃白鳥駅との間で季節運行を行っていた（「名金急行線#大野線」を参照）が、2002年（平成14年）に廃止された。
大野市へは1974年（昭和49年）まで京福電気鉄道越前本線（現在のえちぜん鉄道勝山永平寺線）が大野三番の京福大野駅まで通じていたが、以後は越美北線が唯一の鉄道路線となっている。
なお、国鉄時代は北陸本線（現在のハピラインふくい線）福井駅 - 越前花堂駅間にある貨物駅の南福井駅を起点とし、南福井駅 - 越前花堂駅間は北陸本線との重複区間だった。これは越美北線の部分開業後に、越前花堂駅に北陸本線のプラットホームができたことに加え、南福井駅構内で越美北線の線路が分岐していることに由来していた。国鉄分割民営化後は越前花堂駅が起点とされ重複区間は解消されたが、現在でも越美北線の越前花堂駅はハピラインふくい線から分岐したところに位置しており、その分岐部分が南福井駅構内扱いであることも変わっていない。
1960年（昭和35年）に最初の区間が開業した際、すでに同名となる駅が存在していたため、福井県北部の旧国名である「越前」を冠した駅が多い。
全区間を金沢支社が管轄している。福井県内の旅客線で唯一の非電化路線である。また、福井県内にあるJR線の中で唯一、他府県に乗り入れていない路線である。
越前大野駅 - 九頭竜湖駅間の閉塞方式はスタフ閉塞式である。2020年現在スタフ閉塞式を採用しているJR線は他に名松線の家城駅 - 伊勢奥津駅間だけである。
2024年3月16日の北陸新幹線敦賀延伸に伴い、北陸本線がハピラインふくいに経営分離されたが、並行在来線にあたらない越美北線は経営分離の対象とはならず、新幹線開業後も引き続きJR西日本が運営している。これにより当路線は大湊線、七尾線とともに他のJR線と接続しない孤立路線となった。

### 路線データ
- 管轄（事業種別）：西日本旅客鉄道（第一種鉄道事業者）
- 路線距離（営業キロ）：52.5 km
- 軌間：1,067 mm
- 駅数：22（起終点駅含む）
  - 全駅が越美北線所属駅で、越前花堂駅も歴史的経緯から北陸本線のハピラインふくい移管前から越美北線の所属である[4]。
- 複線区間：なし（全線単線）
- 電化区間：なし（全線非電化）
- 閉塞方式：
  - 越前花堂駅 - 越前大野駅間：特殊自動閉塞式（軌道回路検知式）
  - 越前大野駅 - 九頭竜湖駅間：スタフ閉塞式
- 運転指令所：越前大野駅（美山駅をRC制御）
- 最高速度[2]
  - 越前花堂駅 - 越前東郷駅間：80km/h
  - 越前東郷駅 - 越前大野駅間：75km/h
  - 越前大野駅 - 勝原駅間：65km/h
  - 勝原駅 - 九頭竜湖駅間：85km/h

### 利用状況

#### 平均通過人員
各年度の平均通過人員（人/日）は以下のとおりである。
| 年度                   | 平均通過人員（人/日） | 出典   |
| 年度                   | 越前花堂 - 九頭竜湖   | 出典   |
| ---------------------- | --------------------- | ------ |
| 1987年度（昭和62年度） | 772                   | [ 5 ]  |
| 2013年度（平成25年度） | 493                   | [ 5 ]  |
| 2014年度（平成26年度） | 463                   | [ 6 ]  |
| 2015年度（平成27年度） | 458                   | [ 7 ]  |
| 2016年度（平成28年度） | 423                   | [ 8 ]  |
| 2017年度（平成29年度） | 373                   | [ 9 ]  |
| 2018年度（平成30年度） | 378                   | [ 10 ] |
| 2019年度（令和元年度） | 399                   | [ 11 ] |
| 2020年度（令和02年度） | 260                   | [ 12 ] |
| 2021年度（令和03年度） | 295                   | [ 13 ] |
| 2022年度（令和04年度） | 318                   | [ 14 ] |
| 2023年度（令和05年度） | 282                   | [ 15 ] |

#### 収支・営業系数
各3か年平均の収支（運輸収入、営業費用、営業損益）、営業係数、収支率は以下のとおりである。▲はマイナスを意味する。
| 年度                                       | 収支（億円） | 収支（億円） | 収支（億円） | 営業 係数 （円） | 収支率 | 出典   |
| 年度                                       | 運輸 収入    | 営業 費用    | 営業 損益    | 営業 係数 （円） | 収支率 | 出典   |
| ------------------------------------------ | ------------ | ------------ | ------------ | ---------------- | ------ | ------ |
| 2017 - 2019年度（平成29 - 令和元年度）平均 | 0.7          | 9.1          | ▲8.4         | 1,366            | 7.3%   | [ 16 ] |
| 2018 - 2020年度（平成30 - 令和2年度）平均  | 0.6          | 8.6          | ▲8.1         | 1,471            | 6.8%   | [ 16 ] |
| 2019 - 2021年度（令和元 - 3年度）平均      | 0.5          | 8.6          | ▲8.1         | 1,648            | 6.1%   | [ 17 ] |
| 2020 - 2022年度（令和2 - 4年度）平均       | 0.5          | 8.5          | ▲8.0         | 1,892            | 5.3%   | [ 18 ] |
| 2021 - 2023年度（令和3 - 5年度）平均       | 0.5          | 9.0          | ▲8.5         | 1,910            | 5.2%   | [ 19 ] |

## 運行形態
臨時列車をのぞいて普通列車のみ運転されている。越前花堂駅を始発・終着とする列車はなく、全列車がハピラインふくい線を経由し福井駅まで乗り入れている。1日に福井駅 - 越前大野駅間は下り8本・上り7本、越前大野駅 - 九頭竜湖駅間は下り4本・上り5本の運転で、後者の区間では4時間以上間隔が開く時間帯がある。原則としてワンマン運転が実施されているが、イベント時は車掌も乗務している。
月に一度、水曜日に昼間時間帯の列車が運休となる月もあり、2011年度（平成23年度）以降は振替輸送（越前花堂駅などの一部駅を除いてバス代行）が実施されるようになった。
2001年（平成13年）3月3日のダイヤ改正までは福井駅 - 越前大野駅間で快速運転を行う列車があったが、定期列車としては廃止された。廃止前日時点での福井駅 - 越前大野駅間の途中停車駅は越前東郷駅・市波駅・美山駅・越前大宮駅・北大野駅であった。
なお、九頭竜新緑まつりが開かれる5月中旬の土曜日・日曜日と九頭竜紅葉まつりが開かれる10月の最終土曜日・日曜日には快速列車が運転される場合があるが、運転本数や区間、停車駅は年によって異なる。

### 臨時列車「おくえつ」
1980年（昭和55年）10月から1997年（平成9年）1月まで、ゴールデンウイークや九頭竜新緑まつりが開かれる5月中旬の土曜日・日曜日、お盆休み、九頭竜紅葉まつりが開かれる10月の最終土曜日・日曜日、年末年始を中心に臨時快速列車「おくえつ」が運行された。快速列車として最後の運転となった日時点の停車駅は次のとおりであった。
- 福井駅 - （越前花堂駅） - 越前東郷駅 - 市波駅 - 美山駅 - 越前大野駅 - （越前田野駅） - （越前富田駅） - （下唯野駅） - （柿ケ島駅） - 勝原駅 - （越前下山駅） - 九頭竜湖駅
  - （　）は上り列車のみ停車

2007年（平成19年）6月30日と7月1日には全線での運転再開を記念して、臨時普通列車「おくえつ」がそれぞれ福井駅 - 越前大野駅間で1往復運転された。

## 使用車両
現在は全列車がキハ120形で運転されている。基本的に単行（1両編成）で運転されるが、福井駅 - 越前大野駅間ではラッシュ時の一部列車は2両編成で運転されている。2020年3月のダイヤ改正まで平日朝の上り1本は3両編成で運転されていた。
車体塗装はもともと白地に緑のグラデーションのブロックパターンであったが、2010年に当線で運用される5両のうち3両が開業50周年を記念したラッピング車両となり、それ以外の車両は2011年に朱色5号に塗装変更された。2014年に「一乗谷 DISCOVERY PROJECT」のラッピング車両が2両が登場した。また、2018年から2019年に渡り大野市の観光PRの一環として、大野市の観光名所がラッピングされた車両が登場。2020年時点で越前大野城号、恐竜化石号、夢のかけはし号の3両が運行されている。
2011年4月1日から、冬季以外も正式に年間を通じて客用ドアの開閉はボタンによる半自動ドア扱いとなった。
過去には専用カラーのキハ52形が使用されていた時期もあり、本路線からの撤退後に大糸線に転じて使用された。

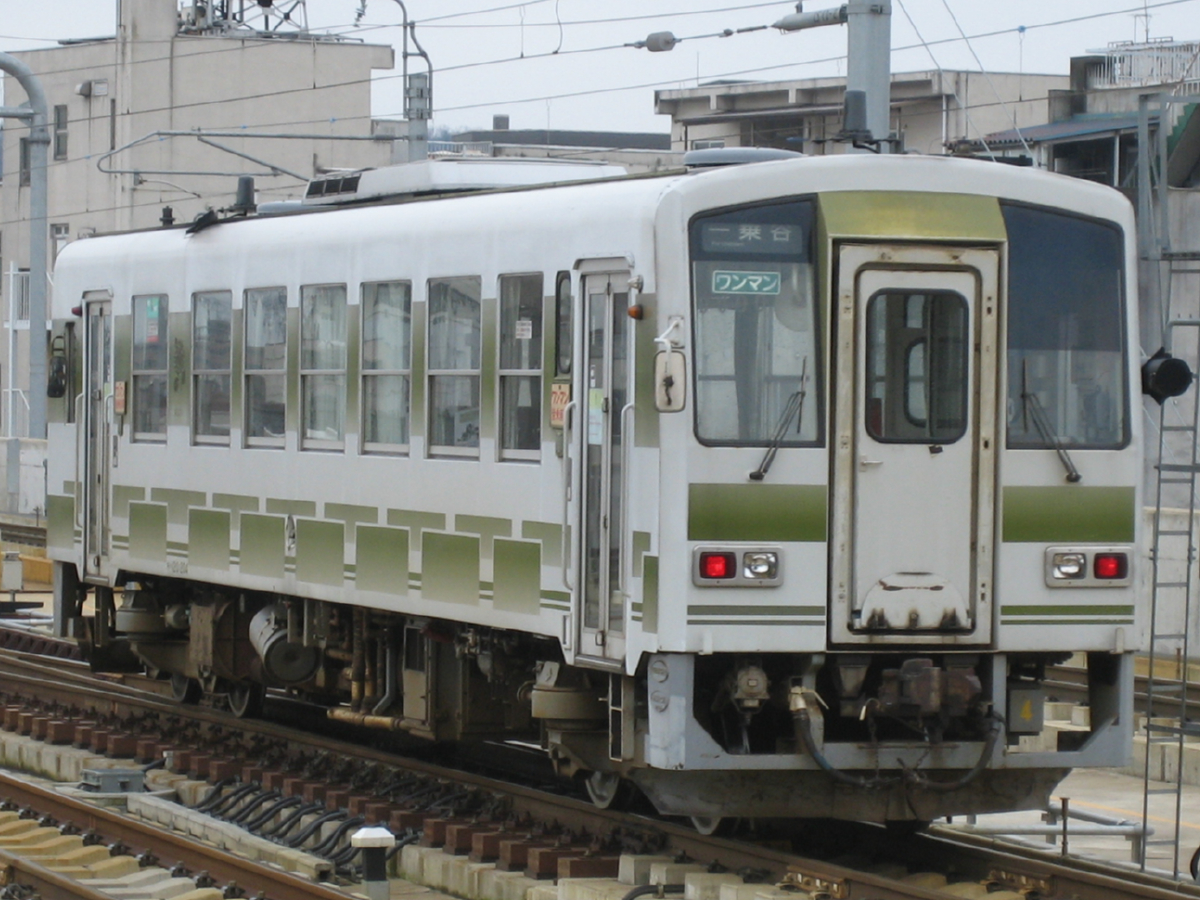
旧塗装のキハ120形気動車（2006年3月）
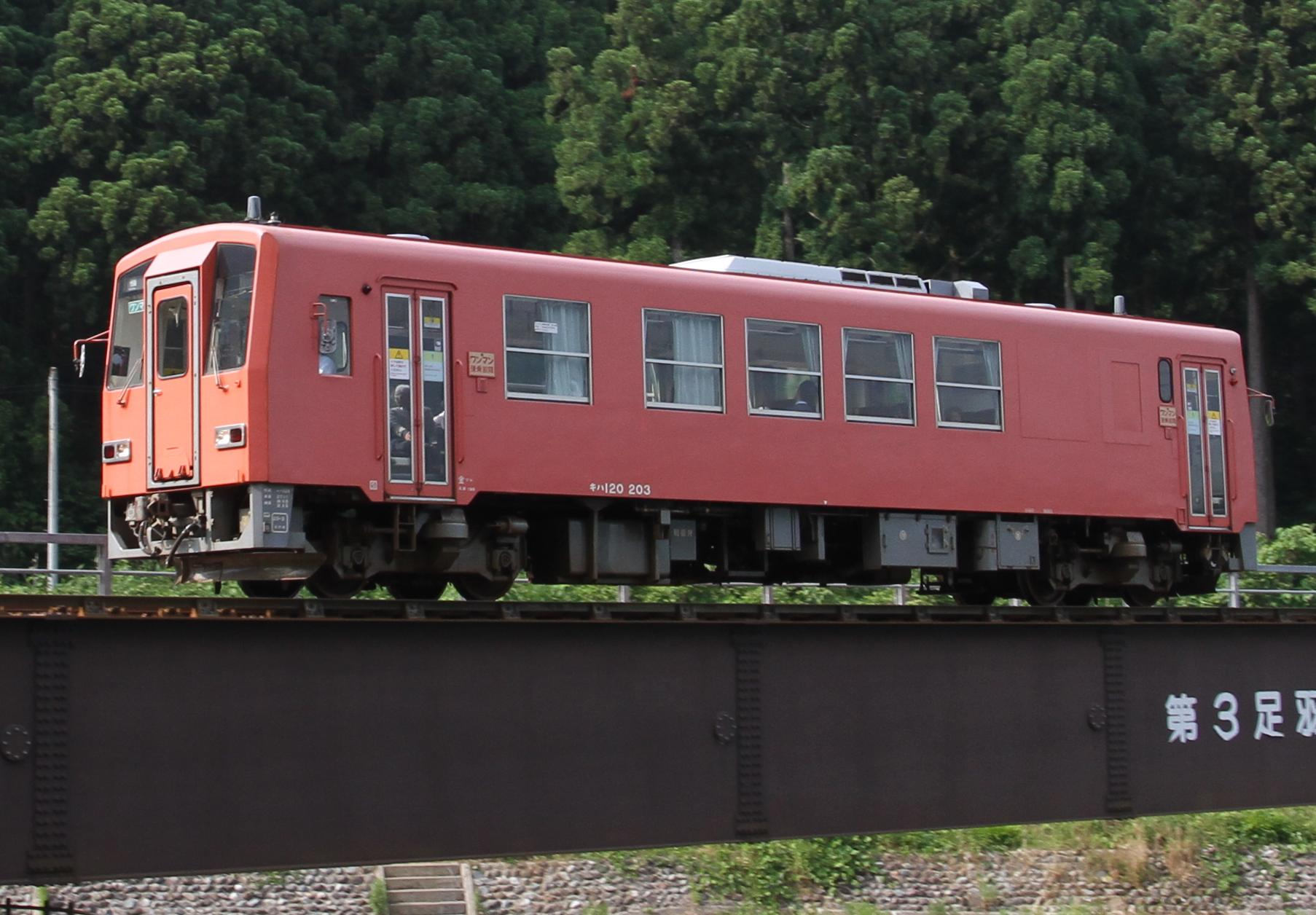
朱色になったキハ120形気動車（2012年6月3日）
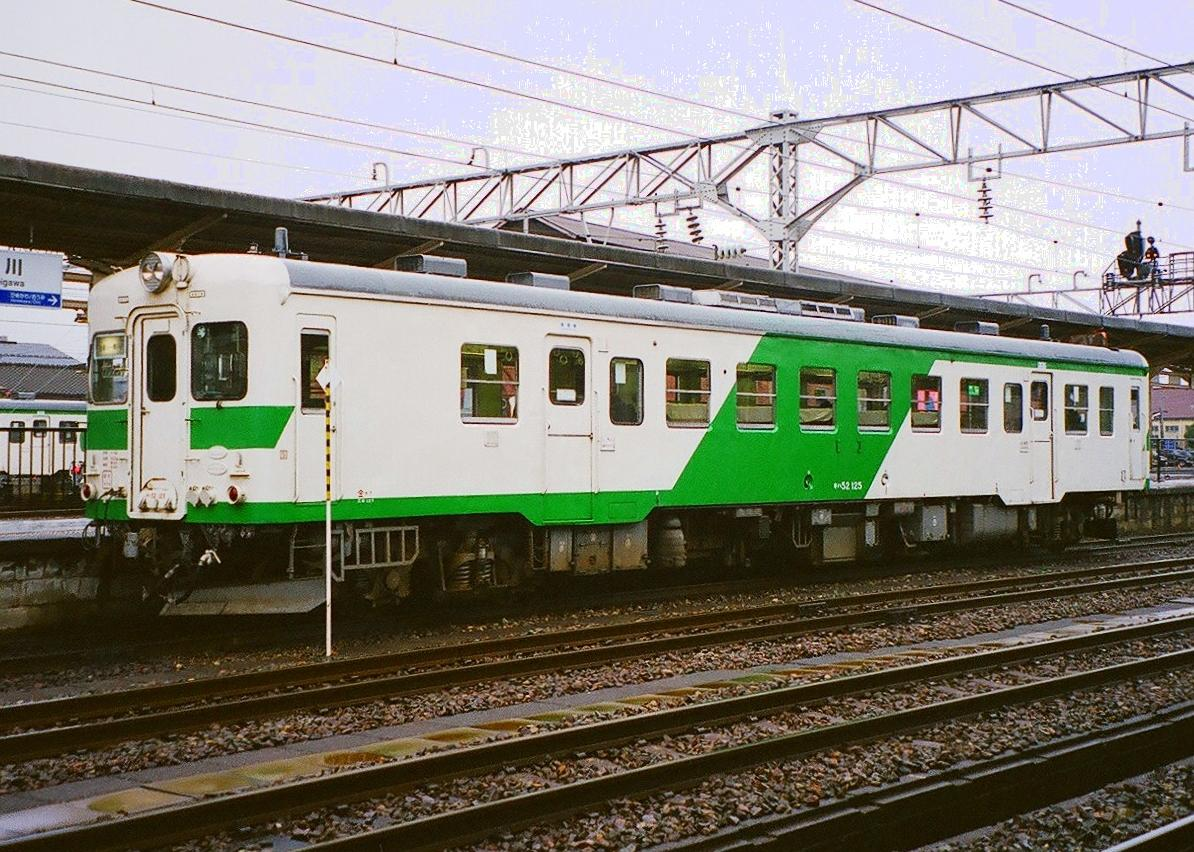
越美北線色のキハ52 125 （糸魚川駅 1999年12月19日）

## 乗車制度の特例
2024年の北陸新幹線金沢駅 - 敦賀駅間延伸開業前は、越美北線が北陸本線から（営業扱い上）分岐する越前花堂駅には大阪・名古屋・米原方面の北陸本線特急列車は停車しなかったため、越前花堂駅を通過する列車と越美北線の六条駅以遠との間を福井駅で途中下車せずに（福井駅の改札内で）乗り継ぐ場合に限り、北陸本線の越前花堂駅 - 福井駅間の往復の営業キロを含めず、越前花堂駅にて乗り継いだものとみなして運賃計算キロを求め運賃を算出する特例があった。敦賀・武生方面の北陸本線普通列車と越美北線の六条駅以遠とを乗り継ぐときは、双方の列車とも越前花堂駅に停車するのでこの特例は適用されない（運賃#分岐駅通過の特例を参照）。

### 北陸新幹線延伸後
2024年3月16日の北陸新幹線金沢駅 - 敦賀駅間延伸開業に伴い、北陸本線の大聖寺駅 - 敦賀駅間がハピラインふくいへ経営移管され、越美北線は他のJR線に接続しない孤立路線となった。このため、以下の特例措置が同日より施行された。
- 経営分離後の利用者の利便性および流動を勘案し、ハピラインふくいとの連絡運輸を実施（越美北線は全駅が対象）。
  - 越美北線 - ハピラインふくい線のみの連絡運輸は、双方に跨る全駅間。
  - JR - ハピラインふくい - JRの通過連絡運輸は原則、越美北線並びに福井駅を除くJR旅客鉄道6社各駅 - 北陸新幹線 - 福井駅 - ハピラインふくい線 - 越前花堂駅 - 越美北線各駅の間に限られる。ハピラインふくい線とJR他路線の接続駅を敦賀駅または芦原温泉駅とする越美北線発着の乗車券、あるいはIRいしかわ鉄道線・大聖寺駅を経由しての加賀温泉駅以遠のJR各駅と越美北線各駅の間の乗車券は発売されない（別途定めがある特別企画乗車券を除く）。
- ハピラインふくい線とJR西日本線をまたがって利用する場合、それぞれの会社の初乗り運賃を併算することになり、開業前よりも高くなる区間が発生する。このため利用者の運賃負担の軽減を図るため、両社が協力して乗継割引を実施（JR西日本は5年間の予定）。越美北線は一部区間が割引の対象となる。[25]
- JRが発行する企画乗車券は以下の通りとなる（越美北線内は全線適用）。
  - 「青春18きっぷ」「秋の乗り放題パス」については、越美北線を利用する場合、ハピラインふくい（旧北陸本線）の越前花堂駅 - 敦賀駅の区間に限り、通過利用ができる。このうち越前花堂、敦賀の両駅で途中下車が可能である。福井駅以北からは利用不可となり、別途運賃が必要となる。[26][注釈 2][27]
  - 「ジャパン・レール・パス」については、越美北線を利用する場合、ハピラインふくい（旧北陸本線）の福井駅 - 越前花堂駅の区間に限り、通過利用ができる。福井・越前花堂駅の両駅で途中下車が可能となる。ハピラインふくいの森田駅以東および大土呂駅 - 敦賀駅間は利用不可となる。[28]

## 歴史
越前花堂駅 - 勝原駅間では1960年の開業時に実キロの1.6倍の擬制キロを採用し割増運賃が適用されたが（翌1961年4月6日の運賃改定で1.3倍に軽減）、翌年5月に国鉄新線建設に対し補助金が出ることになったため擬制キロによる割増運賃は廃止された。
1972年に勝原駅 - 九頭竜湖駅間が延伸開業したが、土木技術の進歩で長大トンネルの掘削が可能になったことを受けた当時の国鉄は、路線をなるべく直線化して建設費を軽減したため、川沿いを走る線路から一変して、荒島トンネル（勝原駅 - 越前下山駅間）・下山トンネル（越前下山駅 - 九頭竜湖駅間）が直線的に山を貫いている。

### 年表

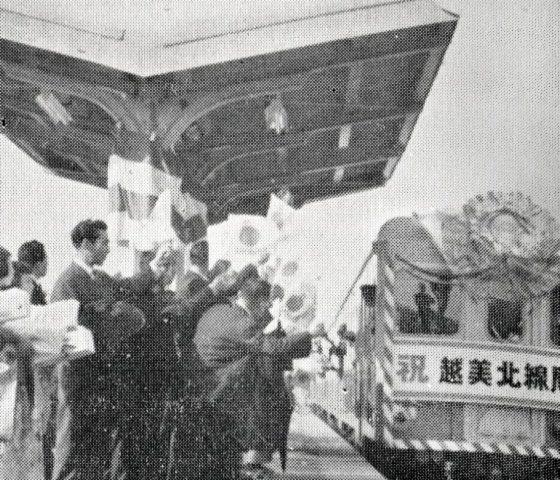
足羽町（現・福井市）にて行われた越美北線開通記念式典（1960年12月15日）

- 1956年（昭和31年）6月13日：福井駅 - 越前朝日駅（九頭竜湖駅の開業前の仮称）で建設に着手[30]。
- 1960年（昭和35年）12月15日：南福井駅 - 勝原駅間 (43.1km) が開業し、越前花堂駅・六条駅・越前東郷駅・一乗谷駅・市波駅・小和清水駅・美山駅・越前薬師駅・越前大宮駅・計石駅・牛ケ原駅・越前大野駅・越前富田駅・下唯野駅・柿ケ島駅・勝原駅が開業[31]。南福井駅 - 越前大野駅間で貨物営業が開始。
- 1964年（昭和39年）5月20日：足羽駅・越前高田駅・越前田野駅が開業。
- 1965年（昭和40年）10月15日：越前大野駅 - 勝原駅間で貨物営業が開始。
- 1968年（昭和43年）
  - 3月25日：北大野駅が開業。
  - 10月1日：越前富田駅 - 勝原駅間の貨物営業が廃止。
- 1972年（昭和47年）12月15日：勝原駅 - 九頭竜湖駅間 (10.2km) が延伸開業し全通[32]。
- 1973年（昭和48年）
  - 4月1日：越前大野駅 - 越前富田駅間の貨物営業が廃止。
  - 5月31日：蒸気機関車運転終了[33]
- 1982年（昭和57年）11月15日：南福井駅 - 越前大野駅間の貨物営業が廃止され[34]、全線の貨物営業が廃止。
- 1987年（昭和62年）4月1日：国鉄分割民営化により西日本旅客鉄道が継承。起点を越前花堂駅に変更 (-0.8km)。
- 1990年（平成2年）6月1日：金沢支社の管轄から越前大野鉄道部の管轄になる。ワンマン運転開始[35][36]。
- 1992年（平成4年）
  - 5月3日：キハ120形が運転開始[37]。
  - 9月1日：快速列車が運転開始[38]。
- 1995年（平成7年）9月12日：「九頭竜線」の愛称が使用開始[3]。
- 2001年（平成13年）3月3日：快速列車が廃止。
- 2004年（平成16年）
  - 7月18日：集中豪雨（平成16年7月福井豪雨）により橋梁が流失し全線が不通となる[39]。
  - 7月20日：越前大野 - 九頭竜湖間で運行再開[40]。
  - 9月11日：越前花堂駅 - 一乗谷駅間、美山駅 - 越前大野駅間で運行再開[39][41]。
- 2007年（平成19年）6月30日：一乗谷駅 - 美山駅間で運行再開[42]。
- 2008年（平成20年）6月1日：越前大野鉄道部が廃止され、全線で福井地域鉄道部管轄になる。
- 2018年（平成30年）3月10日：沿線の国道158号が雪崩（平成30年の大雪）のため通行止めとなり、越美北線で臨時列車を12日まで運行[43]
- 2020年（令和2年）3月14日：ダイヤ改正で福井始発の特急「ダイナスター」1号との接続を図るため、越前大野始発を12分繰り上げ。全列車ワンマン化。
- 2021年（令和3年）10月2日：福井発6時台の下り始発列車越前大野行き、越前大野発4時台の上り始発列車福井行き、九頭竜湖発21時台の上り最終列車越前大野行きの計3本を廃止し、下り始発列車を福井発9時台、上り始発列車を越前大野発6時台に繰り下げ、上り最終列車を九頭竜湖発20時台の福井行きに繰り上げ。
- 2023年（令和5年）
  - 7月13日：大雨による盛土の流出、線路への土砂流入により全線運休[44][45]。
  - 7月18日：福井駅 - 越前大野駅間で代行バス運行開始[46]。
  - 7月20日：越前花堂駅 - 美山駅間で運転再開[46][47]。代行バス運行区間を美山駅 - 越前大野駅間に変更[48]。
  - 7月29日：美山駅 - 九頭竜湖駅間で運転再開。28日限りで代行バス運行終了[47][49]。
- 2024年（令和6年）3月16日：福井地域鉄道部が廃止され、全線で金沢支社管轄になる。但し越前花堂駅はハピラインふくいが管理する共同使用駅となる。

## 2004年の水害およびその状況
2004年7月18日の福井豪雨で、九頭竜川水系足羽川に架かる7つのうち5つの橋梁（第1・3・4・5・7足羽川橋梁）が流失し、越前花堂駅 - 越前大野駅間が不通となった。全線の復旧には数年を要し、新線建設と同程度の費用がかかるとされ、路線存続が危ぶまれた。

### 復旧工事
福井県とJR西日本は、復旧に向けて2005年6月27日に工事協定を締結した。総工費は40億円にものぼった。橋梁復旧にはそのうちおよそ34億円を占め、約20億円は国、約10億円は県、JR西日本は約4億円をそれぞれ負担した。
2005年10月17日に復旧工事に着手し、2006年9月頃に橋脚が完成、2007年1月には橋桁の設置が完了した。2007年3月6日、JR西日本金沢支社は同年6月30日に一乗谷駅 - 美山駅間の運転を再開すると発表した。同年6月24日から25日にかけて線路切替工事を行って、営業運転の合間に試運転が行われ、同年6月30日、豪雨災害発生以来3年ぶりに全線復旧した。
橋脚は従来4 - 5本あったものを最低で1本に減らすなどして、河積阻害率を低下させている。架け替えた橋のうち、第1・4・5・7橋梁はトラス橋になった。流失しなかった第2・6橋梁は色が塗り替えられている。
水害から丸一年となる2005年7月18日には、当時の美山町獺ケ口（現在の福井市獺ケ口町）地係の「ごっつぉさん亭」入口に、崩壊した第7足羽川橋梁の橋脚と橋桁を基に作られたモニュメント「福井豪雨の記憶」が完成し、除幕された。また福井県立歴史博物館では、メモリアル展示「水害の記憶」として、被災したレールが被災した自動車と共に展示された。

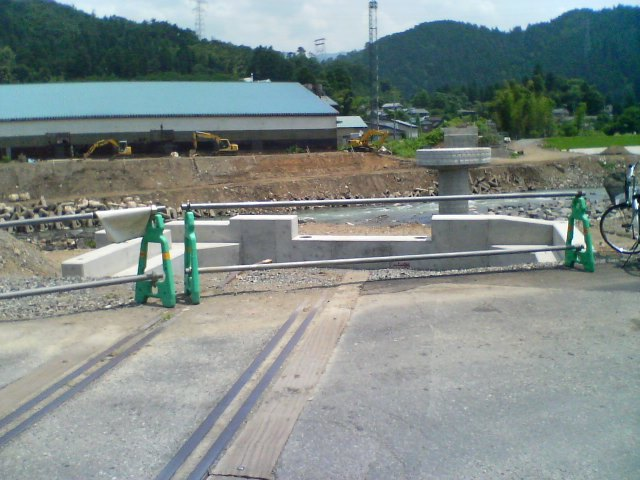
復旧工事中の一乗谷駅 - 越前高田駅間の第1足羽川橋梁、手前が一乗谷駅方面（2006年7月8日）
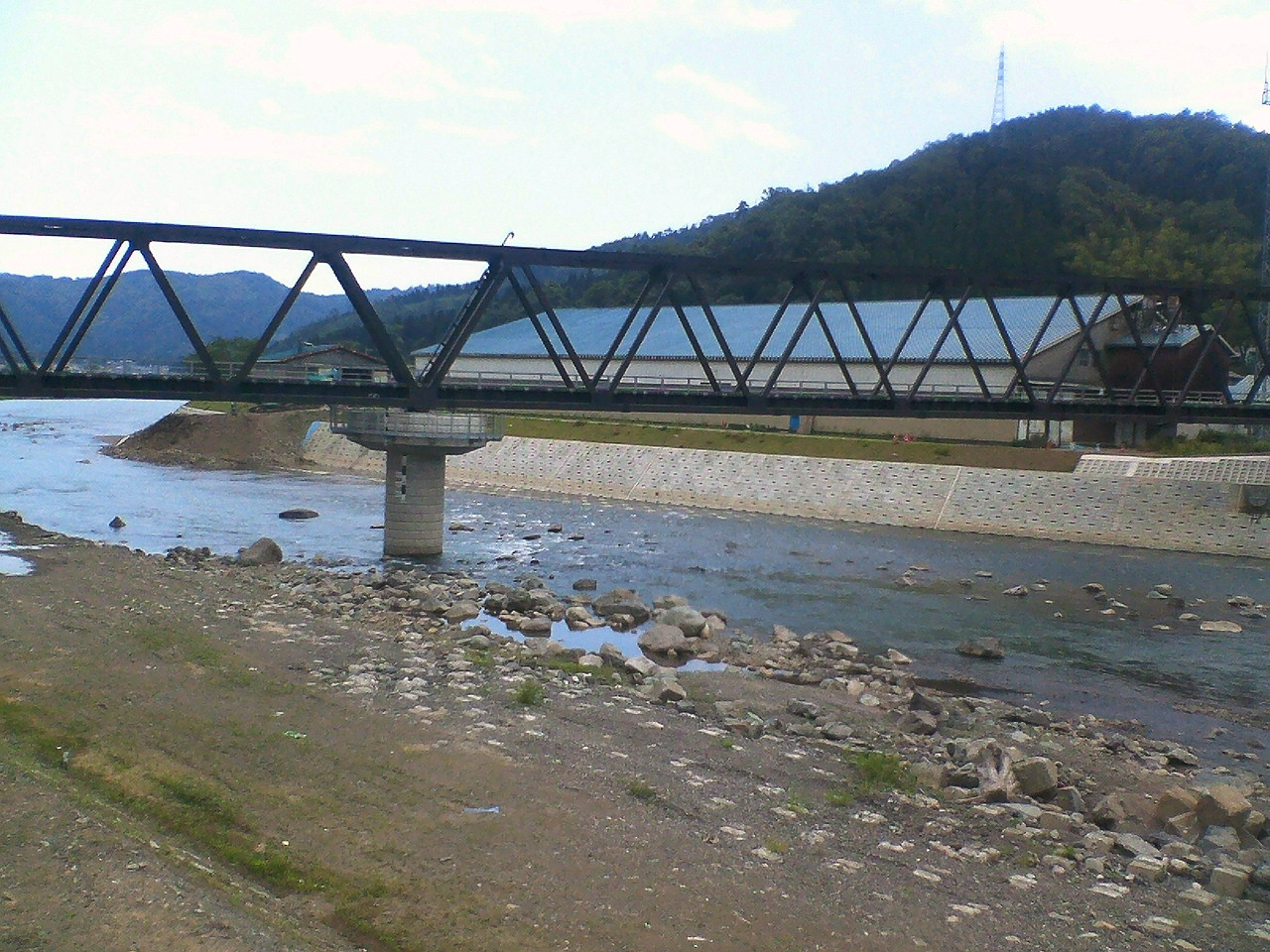
完成した第1足羽川橋梁（2007年6月3日）
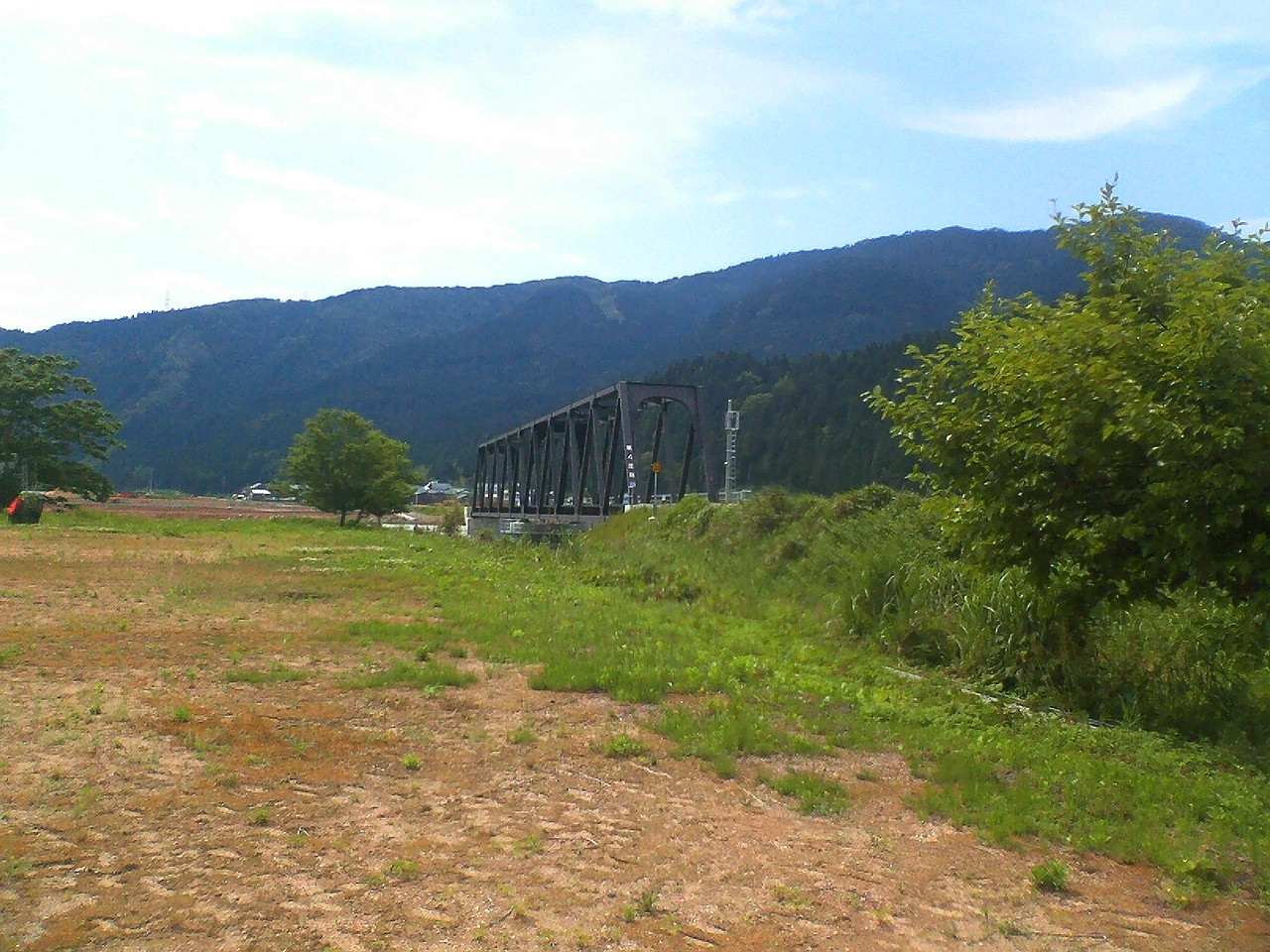
完成した越前高田駅 - 市波駅間の第4足羽川橋梁（2007年6月3日）
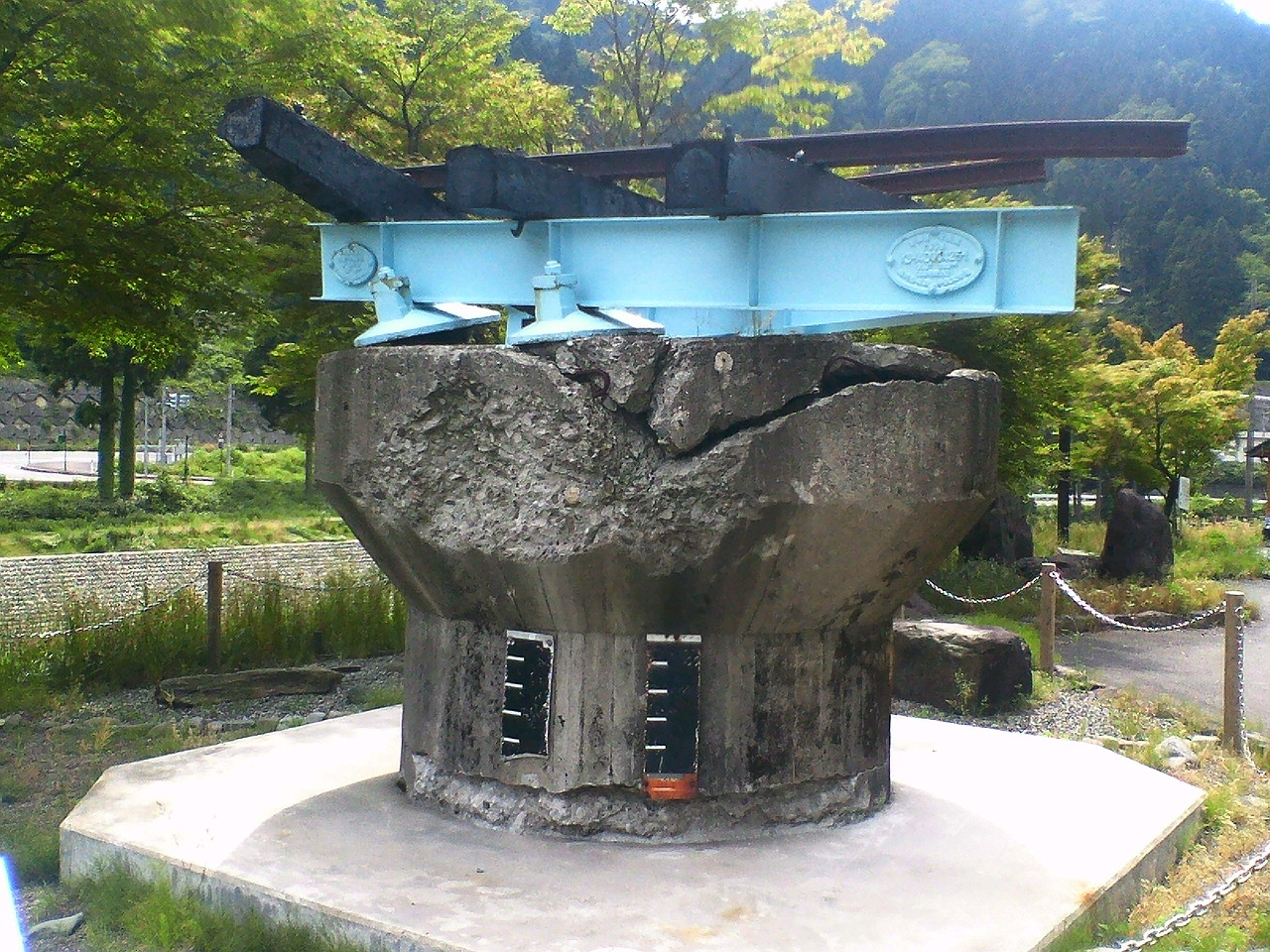
モニュメント「福井豪雨の記憶」（2007年6月3日 福井市獺ケ口町）

### 代行バス
不通区間のうち橋梁流失のあった区間を除く、越前花堂駅 - 一乗谷駅間、美山駅 - 越前大野駅間は2004年9月11日に運行再開した。代行バスは一乗谷駅にバスの乗り入れができないため、越前東郷駅 - 美山駅間で運行されていた。
代行バスについては、不通となった当初は京福バスで運行されていたが、不通期間が長期化することや京福バスとしても要員の都合もあり、2005年6月13日から子会社である西日本ジェイアールバスへ変更された。
変更に当たって西日本ジェイアールバスは、美山駅構内に金沢営業所美山派出所を開設し、車両を7台配置した。配置された7台の内、6台はいすゞ・キュービックで、残る1台はいすゞ・ジャーニーKであった。内6台は2005年3月に閉所となった水口営業所の車両であった。同時にバスポールも西日本ジェイアールバス仕様に変更された。
また、2005年にNHKBShi・BS2で放送された『列島縦断 鉄道乗りつくしの旅〜JR20000km全線走破〜』春編では、関口知宏が2005年4月30日のゴールである九頭竜湖駅を目指して列車代行バスに乗車し、番組で豪雨災害のことが簡単に紹介された。

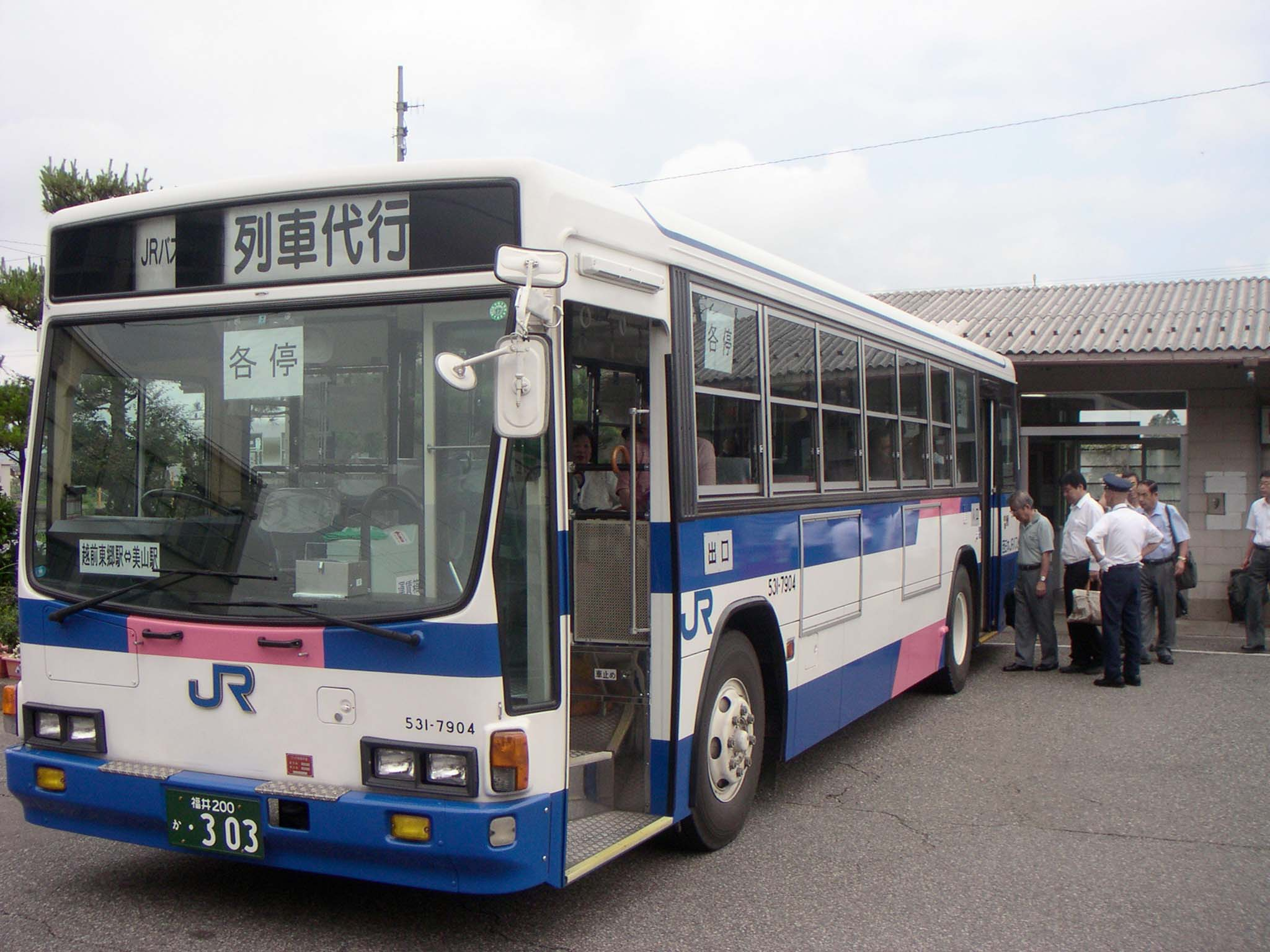
美山行きの代行バス（2005年7月 越前東郷駅前）
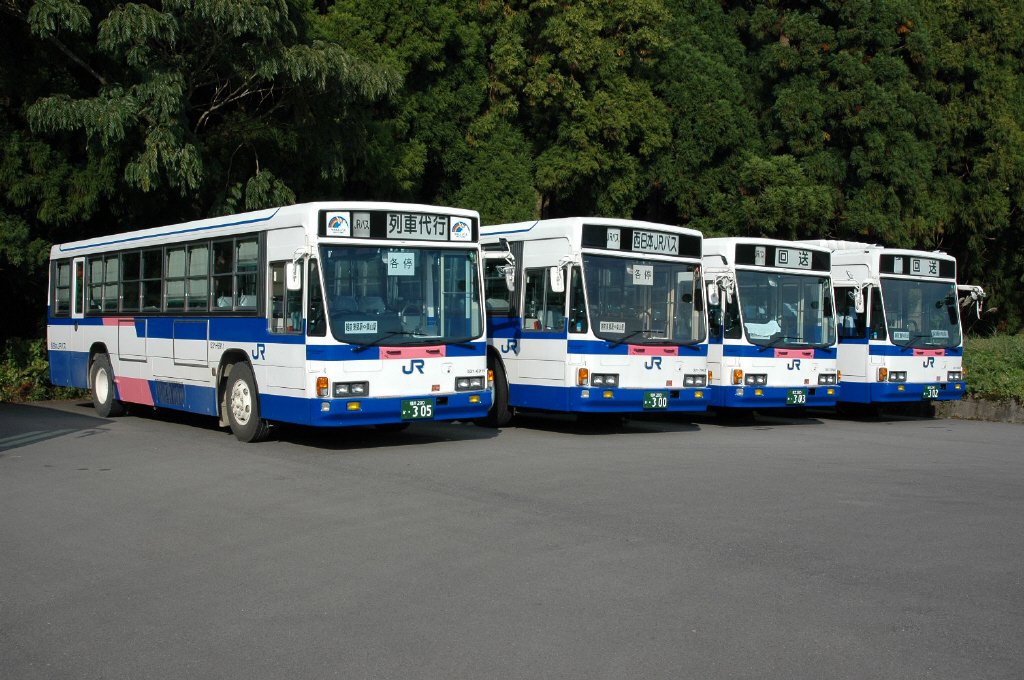
金沢営業所美山派出所（2005年11月）
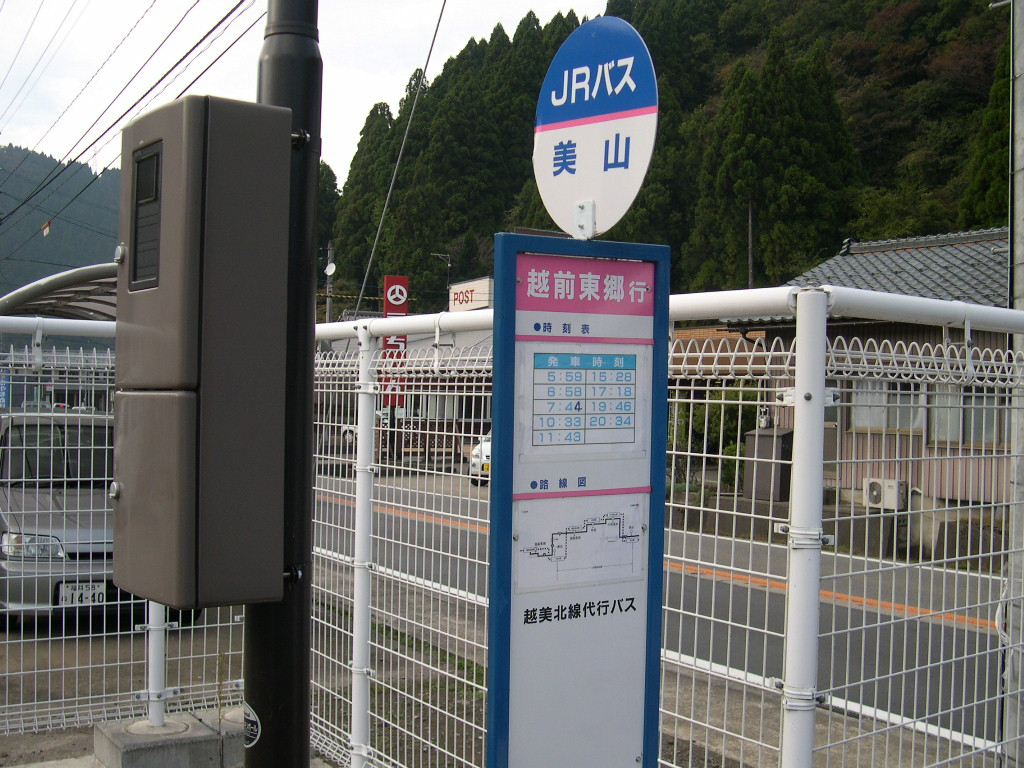
美山バス停（2019年8月）

### 運用車両
越美北線はキハ120形を使用し、通常5両が運用されているが、豪雨当日は福井発の始発列車のみ運転されたため、大野側（越前大野鉄道部）には車両が3両 (201,202,205) が残ったものの、福井側（福井地域鉄道部）には2両 (203,204) しか残らなかった。
そのため、鳥取鉄道部から急遽廃車前提で後藤総合車両所に留置中であったキハ58形2両 (1042,1047) とキハ28形1両 (2466) が福井側の応援に入り、平日朝の通勤時間帯において運用された（夜の時間帯でも運行はしている）。
2005年4月からはワンマン改造されている高岡鉄道部のキハ58 1114とキハ28 2360（高岡の前は小浜鉄道部の配置）に変更した。これは加古川線電化で高岡鉄道部に気動車が転属したことによる玉突きの転属である。塗装はエンジ色のままで変更はない。先頭車の方向幕には「福井⇔一乗谷」と書かれた紙を貼った。
さらに、2007年4月からは、「リバイバル能登路」に使用した金沢総合車両所のキハ28 2119とキハ58 596（いずれもワンマン非改造）に変更した。3か月程度の運用であることから、先頭の方向幕は「普通」のみを掲出し、サボには「急行 EXPRESS」「能登路 NOTOJI」のシールが貼られたままであった。この車両は、試運転開始の同年6月25日から運用を外れ、同年6月30日と7月1日に運転された越美北線全線復旧記念臨時列車「おくえつ」に運用後返却された。
2006年5月19日、全般検査と便所設置工事を実施するために福井側で運用されているキハ120 203をトレーラーで越前大野駅に搬入し、6月20日に大野側で運用されていたキハ120 205を搬出して金沢総合車両所に回送した。クレーンで搬入出をする様子は滅多にないことであり、地元の新聞やテレビでも大きく取り上げられた。
順次トレーラーでの搬入出を行い、2006年末には福井側にキハ120 201と203、大野側にキハ120 202、204、205（すべて検査・便所施工済）という構成になった。

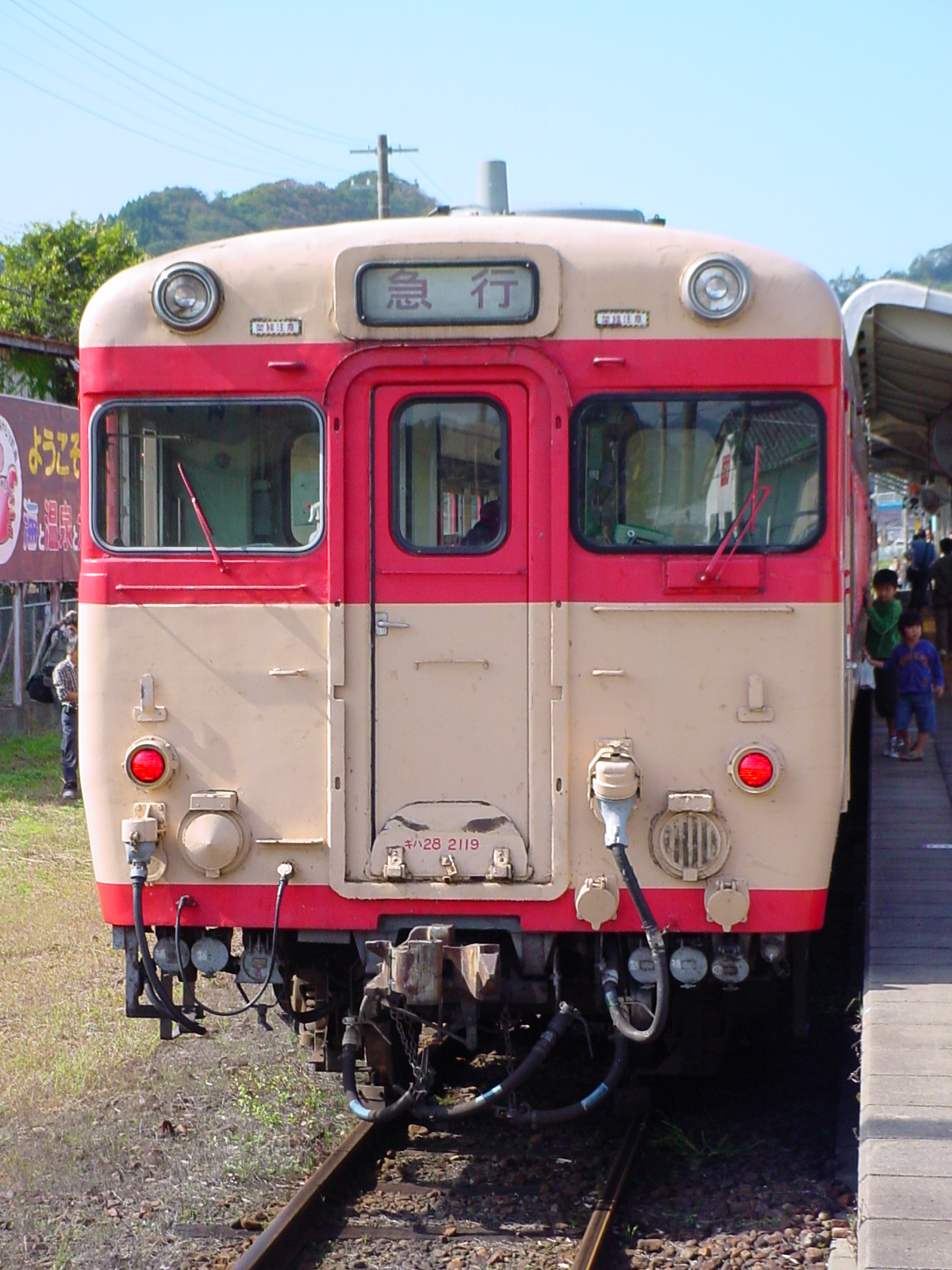
2007年4月から復旧時まで福井駅 - 一乗谷駅間で運用されたキハ28 2119（2006年10月21日 山陰本線浜坂駅）
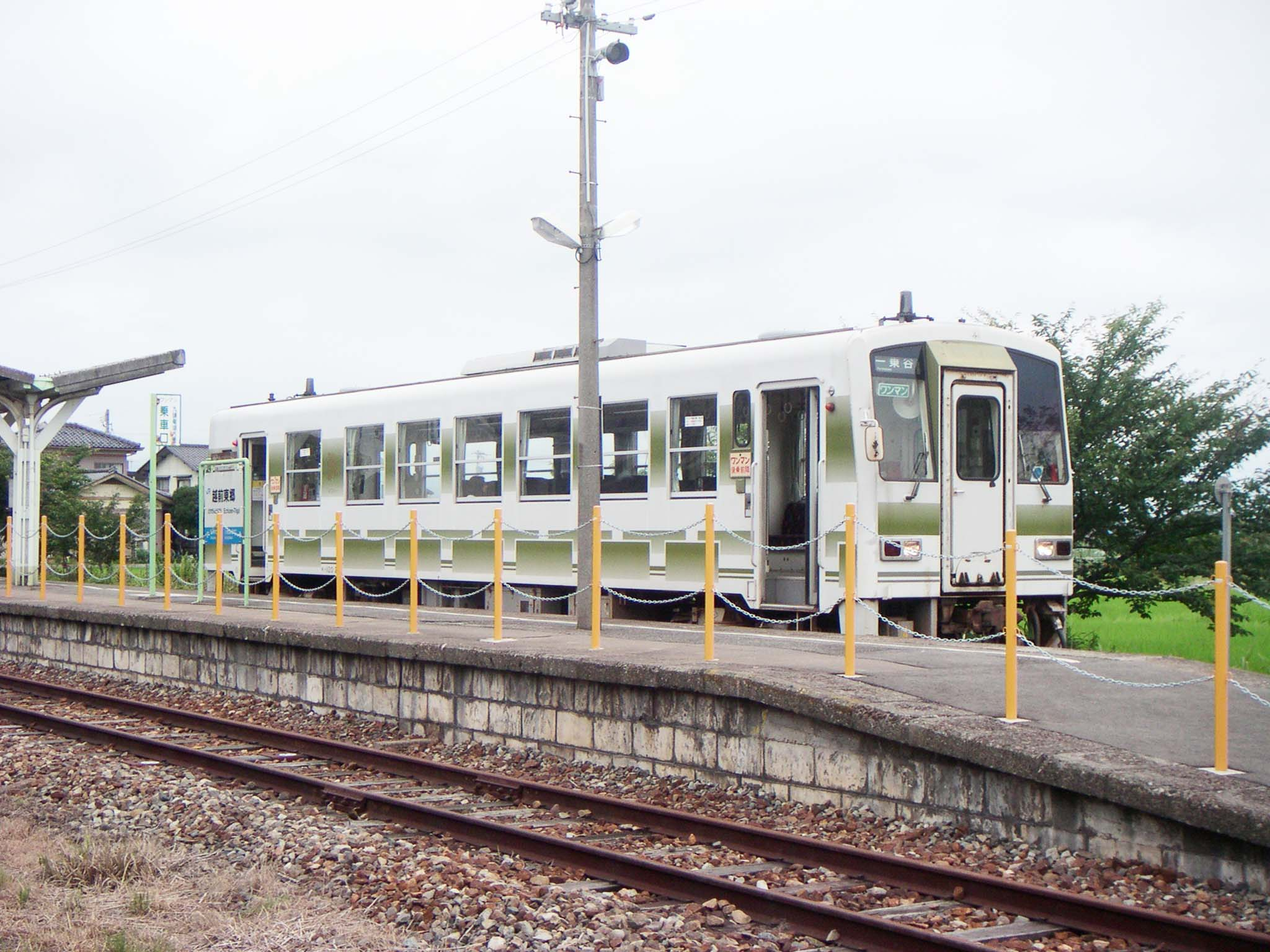
越前東郷駅に停車中の一乗谷行き表示の旧塗装のキハ120形気動車（2005年7月）
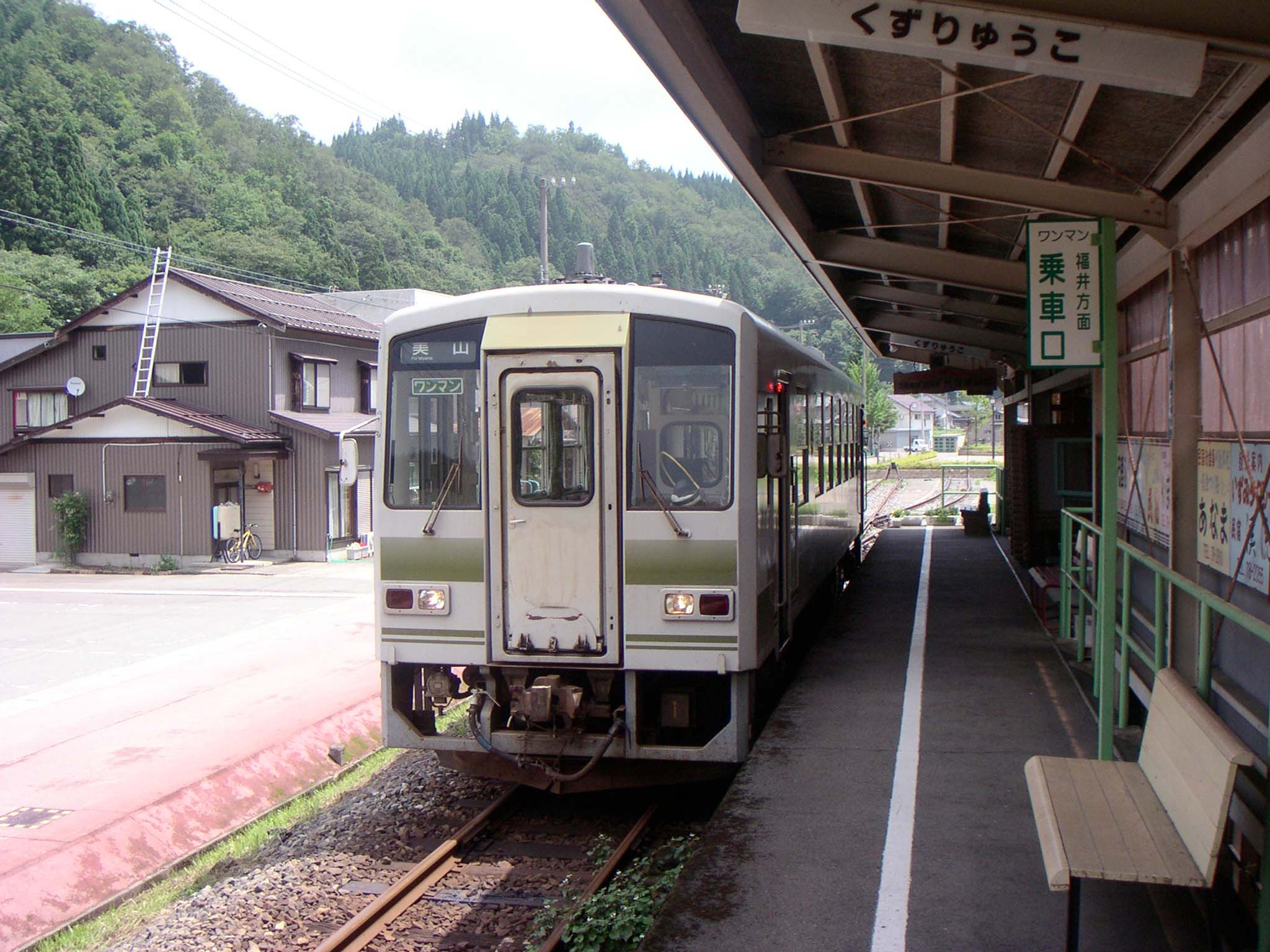
九頭竜湖駅で発車を待つ美山行き表示の旧塗装のキハ120形気動車（2005年7月）

## 駅一覧
便宜上、越前花堂側の全列車が直通する福井駅からの区間を記載する。
- 駅名 … （貨）：貨物専用駅（越美北線の貨物取扱はなし）
- 全列車普通列車（全駅に停車）
- 累計営業キロは越前花堂駅からのもの。
- 線路（越美北線は全線単線） … ◇・∨：列車交換可、｜：列車交換不可、||：複線（ハピラインふくい線内）
- 全駅福井県内に所在

| 路線名             | 駅名           | 営業キロ | 営業キロ | 接続路線 | 線路   | 所在地 |
| 路線名             | 駅名           | 駅間     | 累計     | 接続路線 | 線路   | 所在地 |
| ------------------ | -------------- | -------- | -------- | --- | ------ | ------ |
| ハピラインふくい線 | 福井駅         | -        | 2.6      | 西日本旅客鉄道： 北陸新幹線 ハピラインふくい：■ハピラインふくい線（芦原温泉・IRいしかわ鉄道線金沢方面） えちぜん鉄道：勝山永平寺線・三国芦原線 (E1) 福井鉄道：福武線 （福井駅停留場: F22） | \|\|   | 福井市 |
| ハピラインふくい線 | （貨）南福井駅 | 1.8      | 0.8      | （貨物駅。ハピラインふくい線との実際の分岐点） | ∨      | 福井市 |
| ハピラインふくい線 | 越前花堂駅     | 0.8      | 0.0      | ハピラインふくい：■ハピラインふくい線（武生・敦賀方面） | ｜     | 福井市 |
| 越美北線           | 越前花堂駅     | 0.8      | 0.0      | ハピラインふくい：■ハピラインふくい線（武生・敦賀方面） | ｜     | 福井市 |
| 六条駅             | 2.3            | 2.3      |          | ｜ |        | 福井市 |
| 足羽駅             | 1.4            | 3.7      |          | ｜ |        | 福井市 |
| 越前東郷駅         | 2.0            | 5.7      |          | ｜ |        | 福井市 |
| 一乗谷駅           | 2.6            | 8.3      |          | ｜ |        | 福井市 |
| 越前高田駅         | 3.1            | 11.4     |          | ｜ |        | 福井市 |
| 市波駅             | 1.2            | 12.6     |          | ｜ |        | 福井市 |
| 小和清水駅         | 2.0            | 14.6     |          | ｜ |        | 福井市 |
| 美山駅             | 2.9            | 17.5     |          | ◇ |        | 福井市 |
| 越前薬師駅         | 2.0            | 19.5     |          | ｜ |        | 福井市 |
| 越前大宮駅         | 2.7            | 22.2     |          | ｜ |        | 福井市 |
| 計石駅             | 2.2            | 24.4     |          | ｜ |        | 福井市 |
| 牛ケ原駅           | 3.2            | 27.6     |          | ｜ | 大野市 |        |
| 北大野駅           | 1.8            | 29.4     |          | ｜ | 大野市 |        |
| 越前大野駅         | 2.0            | 31.4     |          | ◇ | 大野市 |        |
| 越前田野駅         | 2.9            | 34.3     |          | ｜ | 大野市 |        |
| 越前富田駅         | 1.4            | 35.7     |          | ｜ | 大野市 |        |
| 下唯野駅           | 3.1            | 38.8     |          | ｜ | 大野市 |        |
| 柿ケ島駅           | 1.0            | 39.8     |          | ｜ | 大野市 |        |
| 勝原駅             | 2.5            | 42.3     |          | ｜ | 大野市 |        |
| 越前下山駅         | 6.5            | 48.8     |          | ｜ | 大野市 |        |
| 九頭竜湖駅         | 3.7            | 52.5     |          | ｜ | 大野市 |        |

1. ↑  えちぜん鉄道三国芦原線の正式な起点は福井口駅だが、全列車が福井駅発着。

越美北線内での直営駅は越前大野駅のみで、簡易委託駅も九頭竜湖駅のみである。それ以外の20駅はすべて無人駅である。